# Searcy
Searcy är en stad i White County i delstaten Arkansas, USA. Searcy är administrativ huvudort (county seat) i White County. 